# (464235) 2015 BY449
(464235) 2015 BY449 es un asteroide perteneciente al cinturón de asteroides, descubierto el 19 de enero de 1994 por el equipo Spacewatch desde el Observatorio Nacional de Kitt Peak (Arizona, Estados Unidos).